# 박권후
박권후(2004년 5월 28일~)는 KBO 리그 삼성 라이온즈의 투수이다.

## 한국 프로야구 시절

### 삼성 라이온즈시절
2023년에 입단하였다. 2023년 9월 21일 두산 베어스와의 경기에 구원 등판하며 데뷔 첫 경기를 치렀고, 경기에서 0.2이닝 무실점을 기록했다.

## 호주 프로야구 시절
2023년에 애들레이드 자이언츠에 입단하였다.

## 출신 학교
- 전주진북초등학교
- 전라중학교
- 전주고등학교